# Þorbjörg Sveinsdóttir
Þorbjörg Sveinsdóttir, född 1827, död 1903, var en isländsk feminist. 
Hon var dotter till en isländsk präst. Hon utbildade sig till barnmorska i Köpenhamn 1855-56 och arbetade därefter som barnmorska i Reykjavík. 
Hon är känd för sitt politiska engagemang. 1894 var hon en av medgrundarna till Hið íslenska kvenfélag, och var dess ordförande 1897-1903. 